# Rode (Sønder Dalby Sogn)
 For alternative betydninger, se Rode. (Se også artikler, som begynder med Rode)
Rode er en bebyggelse på Sydsjælland i Sønder Dalby Sogn under Faxe Kommune. Bebyggelsen ligger lidt syd for Dalby.
Landsbyen nævnes omkring 1348 (Rydhæ) og blev udskiftet i 1787 og 1805. 
I Rode ligger eller lå gårdene: Rodegård, Højmarksgård, Hytterkroggård, Uglerødgård (nedlagt 1872), Bakkelygård, Nordgård og Lille Rodegård.
I Rode by blev der i november 1920 rejst en genforeningssten.